# Osmanli Cumhuriyeti
Republica Otomană (în turcă Osmanlı Cumhuriyeti) este un film turcesc de comedie de istorie alternativă din 2008 regizat de Gani Müjde. Filmul, în care Ata Demirer⁠(d) interpretează rolul sultanului Osman al VII-lea, este o comedie politică construită pe întrebarea: "Ce s-ar fi întâmplat dacă Mustafa Kemal Atatürk nu ar fi existat niciodată?" A fost lansat în Turcia la 21 noiembrie 2008 și este al patrulea film turcesc cu cele mai mari încasări din acel an.

## Rezumat
Anul este 1888. Un copil de 7 ani este văzut mai întâi alergând pe un câmp vast de grâu pentru a speria ciorile de pe pajiștile din Tesalonic, apoi cade dintr-un copac în timp ce întindea mâna spre o privighetoare. Totul devine apoi întunecat. Copilul care a căzut din copac este Mustafa, care ar fi devenit fondatorul Republicii Turcia și ar fi primit numele de familie Atatürk, totul dacă nu ar fi căzut în comă în acea zi. Filmul avansează rapid un secol mai târziu, în anul 2007. Fără Mustafa Kemal Atatürk în istoria Turciei, nu s-a purtat niciun război de independență, Ankara nu a devenit capitala țării, iar țara își continuă existența ca Republica Otomană, condusă de sultanul Osman al VII-lea (Ata Demirer), care a devenit șeful statului considerat ridicol de către demnitarii străini, în special de către cei din Statele Unite ale Americii.
La început, el iese din palatul său în timp ce ienicerii joacă un marș pentru el. În afara palatului, câțiva protestatari care s-au opus amestecului străin în afacerile otomane au fost reprimați de soldați americani. Apoi se roagă la o moschee, înainte ca următoarele scene să se concentreze pe cumpărăturile soției sale.
În ciuda tuturor nebunilor sale, sultanul a fost forțat să abdice pentru administrația sa eșuată și a fost exilat. Scena se schimbă din portul Istanbul înapoi la lanurile de grâu din Salonic, în timp ce băiatul Mustafa își revine din comă. Se ridică și fuge bătând o cutie cu un băț, în timp ce pe fundal se aude unul dintre discursurile sale viitoare.

## Lansare
Filmul a avut premiera generală în 205 de cinematografe din Turcia la 21 noiembrie 2008 când s-a clasat pe primul loc în box office-ul turcesc cu încasări de 1.988.968 de dolari americani.
| Data              | Țară          | Cinematografe | Poziție | Venituri    |
| ----------------- | ------------- | ------------- | ------- | ----------- |
| 21 noiembrie 2008 | Turcia        | 205           | 1       | 1.988.968 $ |
| 20 noiembrie 2008 | Germania      | 35            | 7       | 319.505 $   |
| 21 noiembrie 2008 | Belgia        | 6             | 12      | 36.770 $    |
| 20 noiembrie 2008 | Țările de Jos | -             | 11      | 34.948 $    |
| 21 noiembrie 2008 | Austria       | 5             | 15      | 20.472 $    |
| 28 noiembrie 2008 | Regatul Unit  | 1             | 39      | 7.787 $     |

## Recepție

### Box office
Filmul a fost numărul unu la box office-ul turcesc timp de două săptămâni consecutive și a fost al patrulea film turcesc cu cele mai mari încasări din 2009, cu încasări totale de 7.746.467 de dolari americani. A rămas în topurile box-office-ului turcesc timp de nouăsprezece săptămâni și a avut încasări totale la nivel mondial de 8.689.739 de dolari americani.

### Recenzii
În cea mai recentă comedie istorică a sa, popularul satirist și scriitor TV, Gani Müjde, are un scenariu similar, în Kahpe Bizans⁠(d) (Bizanțul perfid), în care a parodiat filmele naționaliste anterioare ale cinematografiei turcești. Criticul de la Hürriyet Daily News⁠(d), Emrah Güler, concluzionează că atât Gani Müjde, cât și Ata Demirer nu reușesc deloc să stârnească un zâmbet adepților culturii pop turcești.